# 79 TCN
Năm 79 TCN là một năm trong lịch Julius. 